# نايجل تيري
نايجل تيري (بالإنجليزية: Nigel Terry) (و. 1945 – 2015 م) هو ممثل مسرحي، وممثل أفلام، وممثل تلفزي بريطاني، ولد في برستل، بدأ مشواره المهني سنة 1968، توفي في برستل، عن عمر يناهز 70 عاماً، بسبب نفاخ رئوي.

## التعليم
تعلم في المدرسة المركزية للخطابة والدراما ‏
.

## وصلات خارجية
- نايجل تيري على موقع IMDb (الإنجليزية)
- نايجل تيري على موقع قاعدة بيانات الأفلام العربية
- نايجل تيري على موقع ألو سيني (الفرنسية)
- نايجل تيري على موقع ميوزك برينز (الإنجليزية)
- نايجل تيري على موقع تيرنر كلاسيك موفيز (الإنجليزية)
- نايجل تيري على موقع أول موفي (الإنجليزية)
- نايجل تيري على موقع قاعدة بيانات الأفلام السويدية (السويدية)
- نايجل تيري على موقع إن إن دي بي (الإنجليزية)
- نايجل تيري على موقع ديسكوغز (الإنجليزية)
- نايجل تيري على موقع قاعدة بيانات الفيلم (الإنجليزية)